# Pontifícia Universitat Catòlica Argentina
La Pontifícia Universitat Catòlica Argentina (UCA) és una universitat catòlica pontifícia privada de l'Argentina que té la seu central al barri de Puerto Madero de la Ciutat Autònoma de Buenos Aires.
Actualment té cinc seus (Buenos Aires, Pergamino, Paraná (Argentina), Rosario (Argentina) i Mendoza, set campus, 17 facultats, 40 carreres universitàries i 70 postgraus.

## Història
La Conferència Episcopal argentina va fundar l'UCA al febrer del 1956, una decisió ratificada a l'assemblea plenària d'octubre del 1957 i que es va materialitzar amb una declaració col·lectiva del 7 de març del 1958 que va declara oficialment fundada la universitat, promulgant conjuntament els seus estatuts aprovats. L'endemà s'assignà el primer rector, Octavio Nicolás Derisi, juntament amb els integrants del Consell Superior i els degans de les diverses facultats. És una universitat pontifícia des del 1960.
És un centre universitari ben posicionat als rànquings. L'any 2013 fou considerada la sisena universitat llatinoamericana segons un estudi del World University Ranking. A nivell local és la segona, darrere de la Universitat de Buenos Aires.